# Asnières-lès-Dijon
Asnières-lès-Dijon ist eine französische Gemeinde mit 1.320 Einwohnern (Stand 1. Januar 2022) im Département Côte-d’Or in der Region Bourgogne-Franche-Comté. Sie gehört zum Arrondissement Dijon und zum Kanton Fontaine-lès-Dijon.

## Geographie
Umgeben wird Asnières-lès-Dijon von der Gemeinde Savigny-le-Sec im Norden, von Bellefond im Osten und von Dijon im Süden.

## Bevölkerungsentwicklung
| Jahr                       | 1962 | 1968 | 1975 | 1982 | 1990 | 1999 | 2006 | 2009 | 2012 | 2019 |
| Einwohner                  | 157  | 376  | 750  | 753  | 829  | 798  | 1125 | 1208 | 1192 | 1312 |
| Quellen: Cassini und INSEE |      |      |      |      |      |      |      |      |      |      |

## Sehenswürdigkeiten

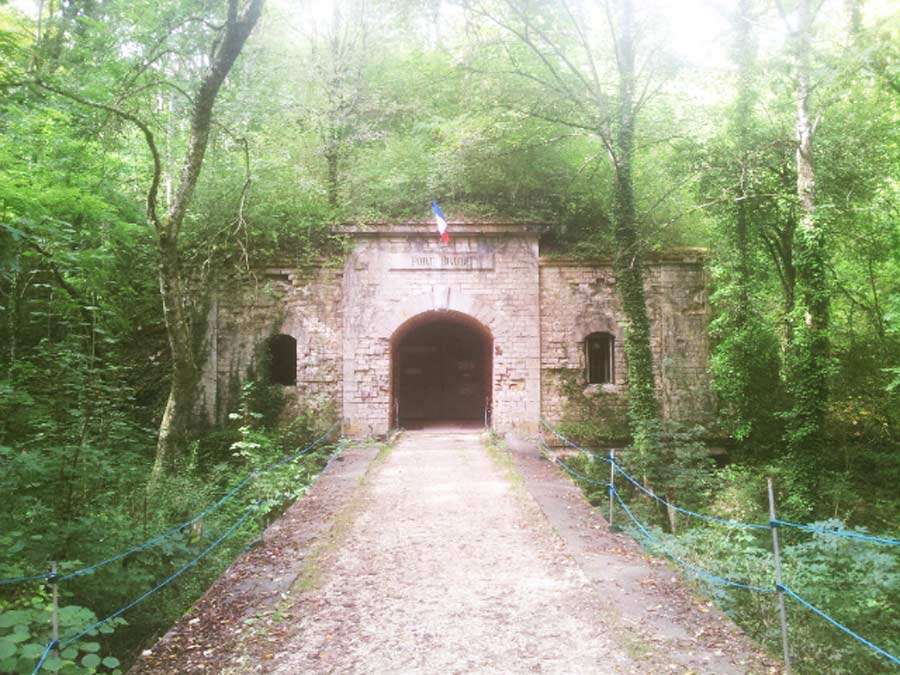
Eingang zum Fort Brûlé, Monument historique

- Fort Brûlé ist ein militärisches Bauwerk aus dem Jahr 1874. Von September 1939 bis Mai oder Juni 1940 wurden hier einige Menschen interniert.[1]